# The Last Temptation of Christ
 The Last Temptation of Christ és una pel·lícula estatunidenca, dirigida per Martin Scorsese, estrenada el 1988, adaptació de la novel·la homònima de Nikos Kazantzakis.

## Argument
En el moment d'expirar a la creu Jesús de Natzaret és temptat per una vida d'home comú.

## Comentari
La pel·lícula presenta un Jesús en recerca de la seva missió, i amant de Maria Magdalena. Cedeix a la temptació de viure una vida d'home senzill just en el moment de la seva mort. Davant la comprovació que aquesta vida va en sentit contrari de la seva missió, Jesús s'ho qüestiona tot i decideix de morir a la creu per «acomplir-ho tot». Aquesta versió antidogmàtica de la vida de Jesús ha estat molt fermament denunciada per les autoritats religioses fins i tot abans de la seva sortida.
A França, el 23 d'octubre de 1988, un grup fonamentalista catòlic incendia la sala de cinema L'Espace Saint-Michel a París per protestar contra la projecció de la pel·lícula. Aquest atemptat va fer catorze ferits, quatre d'ells greus. Altres incendis seran perpetrats a la sala Gaumont Opéra així com a Besançon. Un altre atemptat del mateix grup ha causat la mort d'un espectador.

## Repartiment
- Willem Dafoe: Jesús de Natzaret
- Harvey Keitel: Judes Iscariot
- Paul Greco: Zélotes
- Steve Shill: un centurió
- Verna Bloom: La mare de Jesús
- Barbara Hershey: Maria Madalena
- Roberts Blossom: El mestre
- Barry Miller: Jerobeam
- Gary Basaraba: Andreu
- Irvin Kershner: Zebedeu
- Victor Argo: Pere
- Michael Been: Joan
- Paul Herman: Felip
- John Lurie: Jaume
- Leo Burmester: Nathan
- David Bowie: Ponci Pilats
- Tomas Arana: Llàtzer
- Harry Dean Stanton: Pau